# Kirchliche Dogmatik

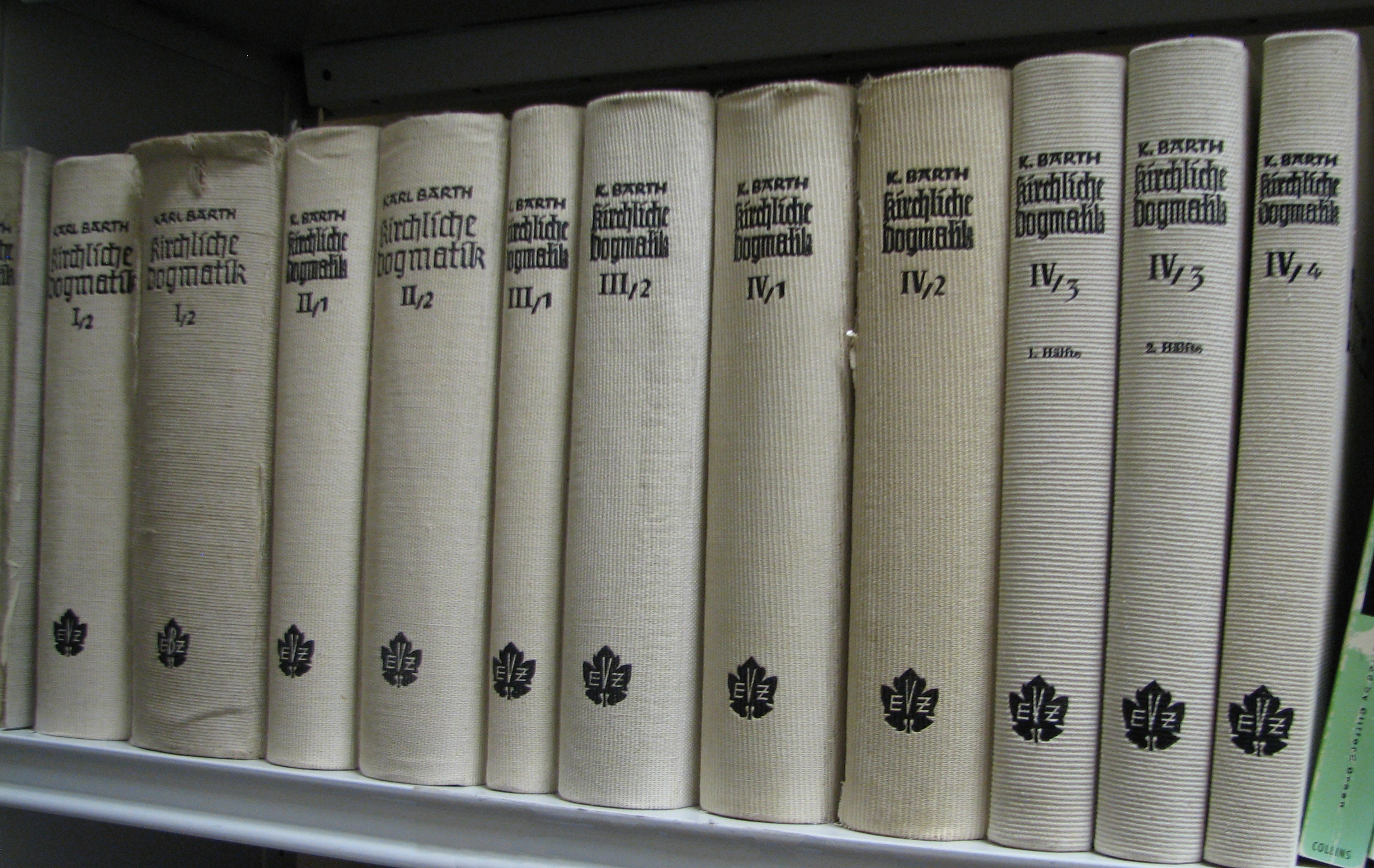
Karl Barths Kirchliche Dogmatik.

Die Kirchliche Dogmatik (abgekürzt „KD“) ist das Hauptwerk des evangelischen Theologen Karl Barth (1886–1968). Größere Anteile verfasste auch seine enge Mitarbeiterin Charlotte von Kirschbaum.
Die KD vertritt in allen Teilen eine auf Jesus Christus zentrierte Dogmatik. Mit rund 9300 Seiten in 13 Teilbänden sowie einem Registerband ist sie das umfangreichste theologische Werk des 20. Jahrhunderts. Der erste Teilband (KD I/1) erschien 1932, der letzte (KD IV/4) 1967 als Fragment. Den geplanten letzten Teil (KD V) zur Erlösung konnte Barth nicht mehr beginnen. Wegen ihres Umfangs und der weißen Grobleinen-Einbände erhielt die KD den scherzhaften Spitznamen „Moby-Dick“ oder „der weiße Wal“.

## Entstehung
Barth hatte seit seinem ersten Römerbriefkommentar (1919) die Erfahrung gemacht, dass er später dasselbe sagen wollte, aber gerade deshalb ganz von vorn beginnen, diesen Inhalt neu durchdenken und neu formulieren musste. So entstand die zweite, völlig überarbeitete Ausgabe seines Römerbriefkommentars (1922), die die Dialektische Theologie begründete. Seit seiner Berufung zum Professor für reformierte Theologie (1921) hatte Barth sich umfassend mit der Geschichte der christlichen Theologie, den altkirchlichen Glaubensbekenntnissen und den Reformatoren befasst. Aus seiner Lehrtätigkeit waren erste dogmatische Entwürfe entstanden: Unterricht in der christlichen Religion (1924/25) und Die christliche Dogmatik im Entwurf (1927). Danach setzte er sich in seinem Buch Fides quaerens intellectum (1931; „Glaube, der Erkenntnis sucht“) mit dem ontologischen Gottesbeweis des Anselm von Canterbury auseinander. Dort arbeitete er heraus, dass Theologie mit dem Glauben der Kirche (ecclesia) an Jesus Christus beginne. Fortan verzichtete er auf das mehrdeutige Adjektiv „christlich“ und ersetzte es durch „kirchlich“.
Im Vorwort zum ersten Teilband der KD (1932) begründete Barth diesen Namenswechsel: Dogmatik sei „keine freie, sondern eine an den Raum der Kirche gebundene, da und nur da mögliche und sinnvolle Wissenschaft“. Er habe das Buch für die Gemeinschaft der Kirche geschrieben, um die rechte Theologie von der aktuellen „Untheologie“ der Deutschen Christen zu unterscheiden, ihren einzig möglichen Ausgangspunkt – Jesus Christus – zu erklären und so der Gemeinde Jesu Christi zu dienen. Barth nannte als Grund für das riesige Vorhaben: „Ich konnte mich auf keinem der ... Gebiete einfach an eine gegebene Kirchenlehre und theologische Tradition anschließen, sondern mußte von der von mir für richtig gehaltenen Mitte (dem alt- und neutestamentlichen Zeugnis von der Person und dem Werk Jesu Christi) aus alles neu durchdenken und entfalten.“
Wie in seinen frühen dogmatischen Entwürfen stellte Barth jedem Kapitel einen Leitsatz voran, den der folgende Text entfaltet. In kleingedruckten umfangreichen Exkursen, die oft Charlotte von Kirschbaum verfasste, setzten sich beide mit Bibeltexten und der theologischen Tradition auseinander. Der früh erhobene Vorwurf, Bibeltexte dienten Barth nur zur Illustration seines fertigen dogmatischen Standpunkts, ist mit vielen Stellen der KD entkräftet worden: Barth gelangte oft erst durch die biblische Exegese zu einer dogmatischen Position.
KD I/1 entstand im unmittelbaren Vorfeld des sogenannten Kirchenkampfes, als ein großer Teil des deutschen Protestantismus den christlichen Glauben an die Ideologie des Nationalsozialismus angleichen, die Deutsche Evangelische Kirche nach dem Führerprinzip einem zentralen, vom Staat eingesetzten und Adolf Hitler hörigen Reichsbischof unterwerfen und die Judenchristen analog zum staatlichen Arierparagraphen aus der Kirche ausschließen wollte. Barth begriff diesen Konflikt als Ergebnis und vorläufigen Höhepunkt einer langen Fehlentwicklung der christlichen Theologie und wollte diese mit dem großangelegten Gegenentwurf seiner KD korrigieren und dauerhaft überwinden helfen.

## Gliederung
| Erscheinungsjahr | Teilband                    | Titel                                                            | Kapitel                                                                                          |
| ---------------- | --------------------------- | ---------------------------------------------------------------- | ------------------------------------------------------------------------------------------------ |
| 1932             | KD I/1                      | Die Lehre vom Wort Gottes. Prolegomena zur christlichen Dogmatik | 1. Das Wort Gottes als Kriterium der Dogmatik 2. Die Offenbarung Gottes                          |
| 1938             | KD I/2                      | Die Lehre vom Wort Gottes. Prolegomena zur christlichen Dogmatik | 2. Die Offenbarung Gottes (Fortsetzung) 3. Die Heilige Schrift 4. Die Verkündigung der Kirche    |
| 1940             | KD II/1                     | Die Lehre von Gott                                               | 5. Die Erkenntnis Gottes 6. Die Wirklichkeit Gottes                                              |
| 1942             | KD II/2                     | Die Lehre von Gott                                               | 7. Gottes Gnadenwahl 8. Gottes Gebot                                                             |
| 1945             | KD III/1                    | Die Lehre von der Schöpfung                                      | 9. Das Werk der Schöpfung                                                                        |
| 1948             | KD III/2                    | Die Lehre von der Schöpfung                                      | 10. Das Geschöpf                                                                                 |
| 1950             | KD III/3                    | Die Lehre von der Schöpfung                                      | 11. Der Schöpfer und sein Geschöpf                                                               |
| 1951             | KD III/4                    | Die Lehre von der Schöpfung                                      | 12. Das Gebot Gottes des Schöpfers                                                               |
| 1953             | KD IV/1                     | Die Lehre von der Versöhnung                                     | 13. Der Gegenstand und die Probleme der Versöhnungslehre 14. Jesus Christus, der Herr als Knecht |
| 1955             | KD IV/2                     | Die Lehre von der Versöhnung                                     | 15. Jesus Christus, der Knecht als Herr                                                          |
| 1959             | KD IV/3                     | Die Lehre von der Versöhnung                                     | 16. Jesus Christus, der wahrhaftige Zeuge                                                        |
| 1967             | KD IV/4 (Fragment)          | Die Lehre von der Versöhnung                                     | Die Taufe als Begründung des christlichen Lebens                                                 |
| 1976             | KD IV/4 (Nachlassfragmente) | Die Lehre von der Versöhnung                                     | Das christliche Leben                                                                            |

Als Abschluss von KD IV/4 plante Barth Ausführungen zum Gebot Gottes des Versöhners, zu denen neben der als Fragment zu Lebzeiten Barths von ihm veröffentlichten Tauflehre unter anderem auch eine Lehre zum Abendmahl gehören sollte. Aus den Nachlass sind die erhaltenen Abschnitte veröffentlicht worden. Als KD V war die Lehre von der Erlösung angelegt, die Barth nicht mehr realisiert hat.

## KD I: Lehre vom Wort Gottes

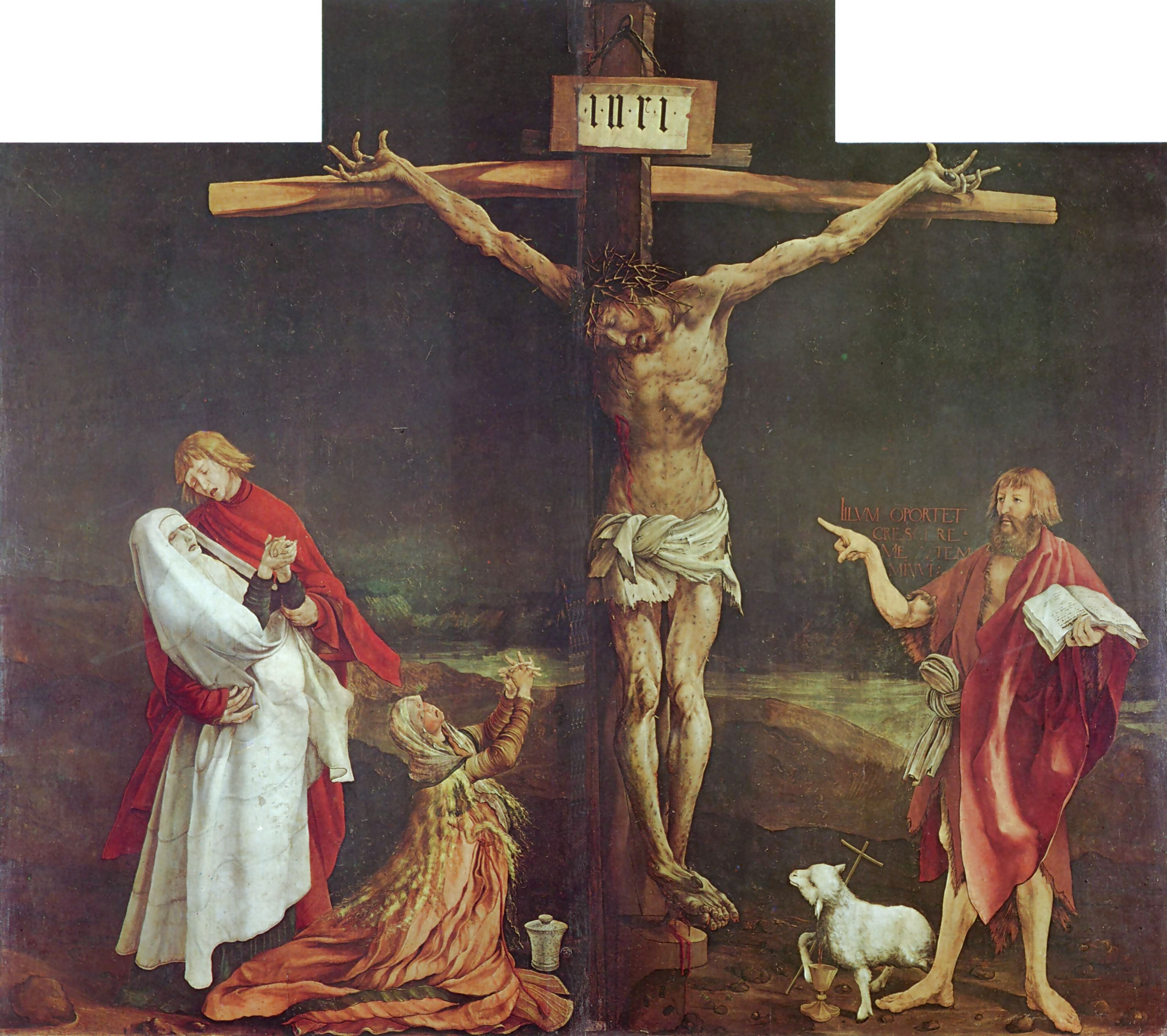
Eine Reproduktion der Kreuzigungstafel des Isenheimer Altars hing über Barths Schreibtisch. Wie Johannes der Täufer auf Jesus Christus zeigt (vgl. etwa), ging er von ihm als Mitte des Glaubens und der Theologie aus.

### Dreifache Gestalt
Theologie, Rede von Gott, setzt laut Barth voraus, dass Gott geredet hat, da nur Gott selbst von sich angemessen reden kann (Das Wort Gottes als Aufgabe der Theologie, 1922). Was Gottes Wort ist, entfaltet KD I/1. Es begegnet Menschen in drei Gestalten: als Verkündigung in der menschlichen Predigt, als geschriebener Text in der Bibel, und als Person und Werk Jesus Christus. Diese dritte Gestalt ist Gottes unmittelbare Selbstmitteilung (Offenbarung) an den Menschen, die die mittelbaren Gestalten Bibel und Predigt trägt und begründet. In Jesus Christus, seiner Menschwerdung, seinen Worten, Taten, seinem Kreuz und seiner Auferstehung zeigt Gott, wer und was er ist: der Gott-mit-uns (Immanuel) mitten in der menschlichen Geschichte als Teil von ihr.
Die geschriebene Bibel ist Zeugnis dieser Selbstoffenbarung: Sie stammt „von Menschen, die dieses Gott-mit-uns ersehnt, erwartet, erhofft und endlich in Jesus Christus gesehen, gehört und betastet haben.“ Somit gehören Altes Testament (AT; Erwartung) und Neues Testament (NT; Erinnerung) unlösbar zusammen. Damit wies Barth jeden Versuch zurück, das AT als unwesentlich oder nachrangig für die christliche Botschaft herabzusetzen oder aufzugeben. Zugleich schloss er die Lehre der Verbalinspiration aus, die die formale Irrtumslosigkeit der Bibel (Biblizismus) behauptet oder für ihren Offenbarungscharakter nachzuweisen versucht. Dass irrtumsfähige Menschen die Bibel aufgeschrieben haben, zeigt für Barth gerade, dass Gott sich wirklichen Menschen mitteilt, die sein Wort als solches lesen, hören und verstehen können. Diese menschliche Überlieferung ist und enthält dennoch wirklich Gottes Wort, weil ihr Inhalt Jesus Christus ist, der erwartete und erinnerte Gott-mit-uns. Weil alle Bibeltexte ihn indirekt oder direkt bezeugen, bleibt die Kirche auf die Bibel angewiesen. Diese behält Vorrang vor aller kirchlichen Tradition und Lehre, weil sie „als das ursprüngliche und legitime Zeugnis von Gottes Offenbarung das Wort Gottes selber ist“ (KD I/2, S. 557). Das ist ein Glaubenssatz, der sich nicht durch Textanalyse beweisen lässt. Der Satz blickt auf die Erfahrung zurück und voraus, dass Gott diese Texte zum Wort Gottes gemacht hat und wieder machen wird, durch das Menschen an ihn glauben. Dass die Bibel Gottes Wort ist, bleibt also auf Gottes eigenes Tun angewiesen und schließt jede direkte Identifikation bestimmter Bibelverse mit Gottes Wort aus.
Die Kirche vertritt keine beliebige Mitteilung oder Meinung, sondern hat den Auftrag, Gottes eigenes, in der Bibel vorgegebenes Wort zu verkündigen. Auch die menschliche Verkündigung kann Gottes Wort werden, und auch das bleibt Gottes eigenes Wirken und steht in keines Menschen Macht. Die Kirche kann diese Verkündigung wagen „in Erinnerung geschehener und Erwartung kommender Offenbarung“. Nur Gott selbst kann die Bibel und die kirchliche Verkündigung jeweils zu seinem Wort machen und ihre Wahrheit verbürgen. Jesus Christus ist und bleibt die unmittelbare Gestalt des Wortes Gottes.

### Drei Seinsweisen

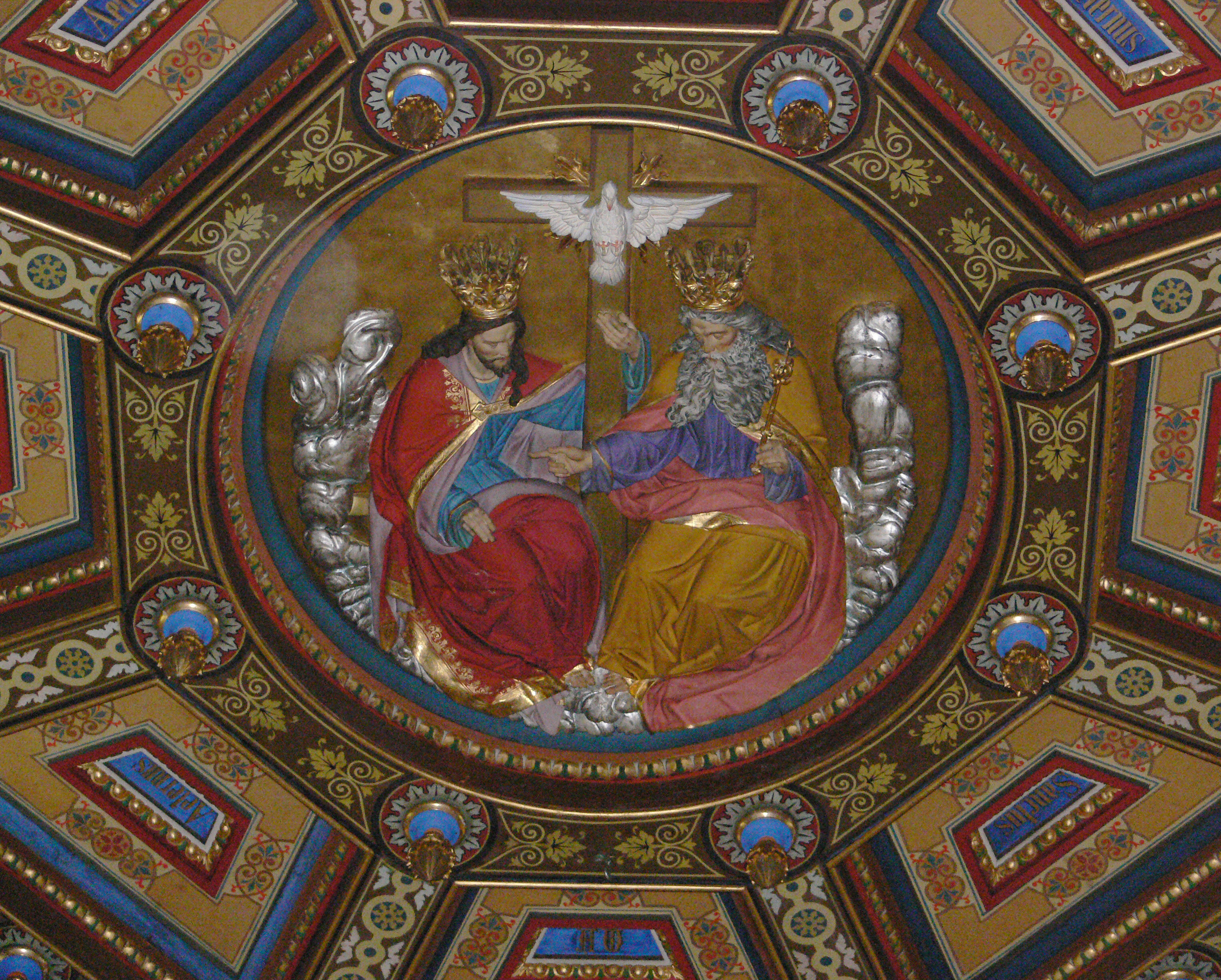
Das Dreieinigskeits-Deckenrelief der Pfarrkirche Wuchzenhofen (Allgäu) stellt das Handeln Gottes in den Mittelpunkt, das durch drei Personen ausgedrückt wird: Gott als Subjekt der Offenbarung zeigt auf den Sohn, in dem er sich der Welt zeigt. Der Sohn hält das Kreuz, durch das er die Welt versöhnt hat und so als Heiliger Geist die Antwort des Glaubens möglich macht.

Wer und was Gott ist, entfaltet schon KD I/2. Da von Gott nur aufgrund seiner Selbstoffenbarung in Jesus Christus die Rede sein kann, beginnt Barth mit einer Trinitätslehre. Damit weicht er von der seit Thomas von Aquin üblichen Aufteilung ab, im Anschluss an die griechische Metaphysik zuerst einen allgemeinen Gottesbegriff zu definieren, um dann den dreieinigen, in Jesus Christus offenbaren Gott darauf zu beziehen. Die Trinität ergibt sich für Barth als Antwort auf drei Fragen:
1. Wer ist das handelnde Subjekt der Offenbarung? – Gott als der Offenbarer, genannt der „Vater“.
2. Was tut dieses Subjekt, wodurch und wie offenbart es sich? – Gott wird Mensch in Jesus Christus, dem „Sohn“.
3. Was ist die Wirkung dieser Offenbarung für den, dem sie widerfährt? – Dass der Mensch in Jesus Christus Gott erkennt und darauf mit Glauben und Gehorsam antwortet. Dieses Offenbarsein ist und geschieht als „Heiliger Geist“.

Diese Trinitätslehre ist also begriffliches Ergebnis einer Reflexion auf Jesus Christus. Gegen das Missverständnis, sie sei eine Dreigötterlehre, betont Barth: Hier handele ein und derselbe Gott in drei „Seinsweisen“: der Vater als Schöpfer, der Sohn als Versöhner, der Heilige Geist als Erlöser. Immer sei er dabei ganz er selbst.
Barth schloss Martin Luthers abstrakten „verborgenen Gott“ aus, dessen Wesen und Willen dem offenbaren Gott entgegengesetzt sei und der auch in Geschehnissen wirke, die im Widerspruch zur Gnade Gottes stehen. Gott zeigt sich in Jesus Christus ganz als der, der er ist. Allerdings ist diese Identität von Gestalt und Gehalt der Offenbarung nicht einfach indirekt im Sinn einer Analogie der Begriffe, sondern doppelt indirekt [KD I/1, 174]: Der göttliche Gehalt kann überhaupt nicht begrifflich definiert, sondern nur in konkreten Situationen faktisch wahrgenommen werden. Denn die weltliche Gestalt in einem „Kosmos, in dem die Sünde regiert“, „entspricht der Sache nicht, sondern sie widerspricht ihr“ [KD I/1, 172]. Gegen eine direkte Gotteserkenntnis etwa im Sinn einer Analogie des Seins grenzt Barth die Erkenntnisvoraussetzung der Inkarnation als einem nicht notwendigen (kontingenten) Akt ab. Daher hält er an der Unterscheidung von „Gott-an-sich“ und „Gott-für-uns“ fest, die auch der traditionellen Lehre vom verborgenen Gott zugrunde liegt. Die Begriffe meint Barth jedoch nicht gegenständlich, sondern er gibt damit Bedingungen für ein sachhaltiges Reden von Gott an.
Zwar ist Gottes Versöhnungstat in Jesus Christus ebenso wie die kommende Erlösung neu gegenüber der Schöpfung, aber nichts für Gott Fremdes, seinem Wesen widersprechendes. Gottes trinitarisches Wesen lässt sich für Barth als Aussage zusammenfassen: „Gott ist der in Freiheit Liebende“. Gott ist frei, weil er nichts außer sich selbst braucht; und Gott ist Liebe, weil er immer schon Sein-in-Beziehung ist. Gott ist frei zu lieben und bleibt in der Liebe frei. Er braucht die Gemeinschaft mit dem Menschen nicht, um Gott zu sein, und sie ist Selbstzweck. Doch er bestimmt sich selbst dazu, etwas ganz Anderes als sich selbst zu lieben. Mit dieser Zuwendung geht Gott über sich hinaus und entspricht dabei doch ganz seinem inneren Wesen, der Freiheit zur Liebe. Hier nun greift Barth die reformatorische Bundestheologie auf: „Gott will der Unsrige sein und er will, daß wir die Seinigen seien… Er will nicht anders er selbst sein, als indem er es auch in dieser Beziehung ist.“ Diese selbstbestimmte Liebe Gottes ergeht bedingungs- und voraussetzungslos: Nichts muss der Mensch mitbringen, um ihrer würdig zu sein. Gott sucht und schafft „Gemeinschaft ohne Rücksicht auf eine schon vorhandene Eignung und Würdigkeit des Geliebten“. Seine Liebe „schlägt immer eine Brücke über einen Abgrund“: Sie ist reine Gnade, auf die niemand einen Anspruch hat und die keiner Zustimmung bedarf, von keiner Gegenliebe begrenzt und bedingt ist.
In dieser aseitas Dei bleibt grundsätzlich Gottes Hoheit gewahrt. Erst so ist nach Barth letztlich auch das Geschenk der Gnade zu ermessen. Er kritisiert daher auch das „Distanzpathos“ Johannes Calvins, einer Gott unterschobenen Form der Würde, die zu ihrer „Erhöhung“ der Erniedrigung des Menschen bedarf (KD II, S. 288, 339–350 und öfter). Die bedingungslose Liebe Gottes ist „Feindesliebe“, die dem Menschen eine entsprechende Überwindung von Feindschaft ermöglicht und gebietet (Mt 5,44 ).

### „Religion ist Unglaube“

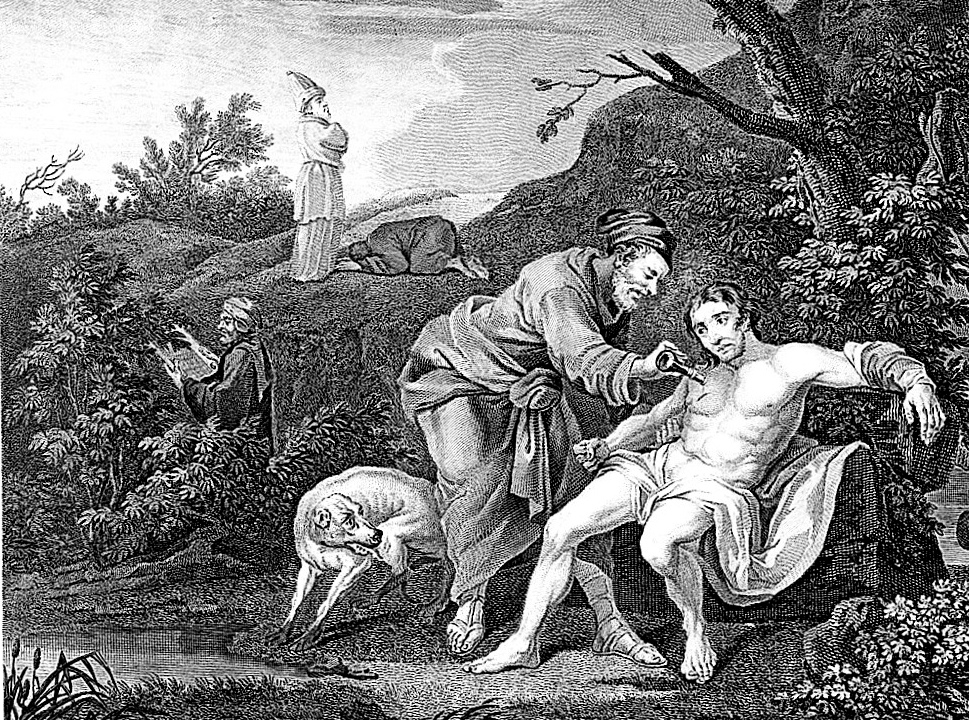
Erzählung vom barmherzigen Samariter: Zwei religiöse Menschen vergessen Glaube und damit verbundene Nächstenliebe.

§ 17 von KD I/2 (Gottes Offenbarung als Aufhebung der Religion) „fasst Barths Religionskritik an der über 1700jährigen Fehlentwicklung des Christentums, die im Versagen gegenüber der Hitlerdiktatur unübersehbar wurde, in den Satz zusammen:“ „Religion ist Unglaube; Religion ist eine Angelegenheit, man muß geradezu sagen: die Angelegenheit des gottlosen Menschen.“ [KD I/2, 327] Dieser Satz soll „auch und vor allem uns selbst als Angehörige der christlichen Religion treffen“ [KD I/2, 327]. Barth und von Kirschbaum berufen sich in KD I/2, 359f. auf die Religionskritik von Ex 32,1–14  und von alttestamentlichen Propheten (Am 5,21f. , Jer 7,21f. ), sowie in KD I/2, 327 auf Martin Luthers Ablehnung einer Werkgerechtigkeit:

„Darumb ist menschliche frumickeyt eyttel Gottis lesterung und die aller grösste sund, die eyn mensch thut. [...] Darumb wer nicht durch das blutt von Got will gnad erlangen, dem ist besser, das er nymmer fur Gottis augen trette.“

Religion kann zu einem Vollzug von Glauben werden, jedoch nur aufgrund von Gottes gnädigem Handeln.

„Gottes Offenbarung in der Ausgießung des Heiligen Geistes ist die richtende, aber auch versöhnende Gegenwart Gottes in der Welt menschlicher Religion, das heißt in dem Bereich der Versuche des Menschen, sich vor einem eigensinnig und eigenmächtig entworfenen Bilde Gottes selber zu rechtfertigen und zu heiligen.“

Barth führt aus, nur Gott selbst könne von Gott reden. Indem das Gericht des Kreuzes die vom religiösen Menschen produzierten Nicht-Götter als Verleugnung Gottes aufdecke, diene es der Befreiung „aus den gottlosen Bindungen dieser Welt zu freiem, dankbarem Dienst an Gottes Geschöpfen“ (Barmer These II).
In der natürlichen Theologie ist für Barth nur der Mensch Thema, nicht Gott. Daher weigerte er sich, theologisch zu ihrer Frage Stellung zu nehmen, ob der Mensch Gott von sich aus erkennen kann. Er stellte nur fest: Faktisch hat der Mensch Gott nicht erkannt, sondern ihn mit Christus getötet und aus der Welt herausgedrängt. Damit hat er sich dem ewigen Tod ausgeliefert. Nur Gott selber konnte in dieser Negation ein für alle Mal seine unbegreifliche Gnadentat vollziehen. Und nur Gott selbst kann dies in der Auferweckung seines Sohnes aufdecken und hat das getan.
So bleibt – in der Sprache Jacques Derridas – menschliches Reden von Gott ein nicht vorhersehbares Ereignis, die „unmögliche Möglichkeit“, die nur Gottes Gnade schaffen kann. Barth bezeichnete die Analogielehre der altprotestantischen Orthodoxie und des Thomismus als „die Erfindung des Antichristen“ [KD I/1, VIII], da sie Gott und Welt auf einen gemeinsamen Nenner des Verstehens bringen würden. Er erkennt an, dass auch in dieser Tradition die Geschöpfe nur in Abhängigkeit von Gott Gemeinsamkeiten mit ihm haben, dem allein absolute Prädikationen zukommen. Er kritisiert, dass sie aus dem „Werden ein Sein“ [KD II/1, 261] gemacht habe, eine von Natur her bestehende Analogie. Analogie ereigne sich jedoch nur im Akt der Offenbarung und des darauf antwortenden, von Gott bewirkten Erkennens im Glauben. Sie ist nur Analogie des Glaubens, analogia fidei gegen die analogia entis der traditionellen Metaphysik. Barth fasst seine Erkenntnistheorie in den Satz zusammen:

„Gott wird durch Gott und zwar allein durch Gott erkannt.“

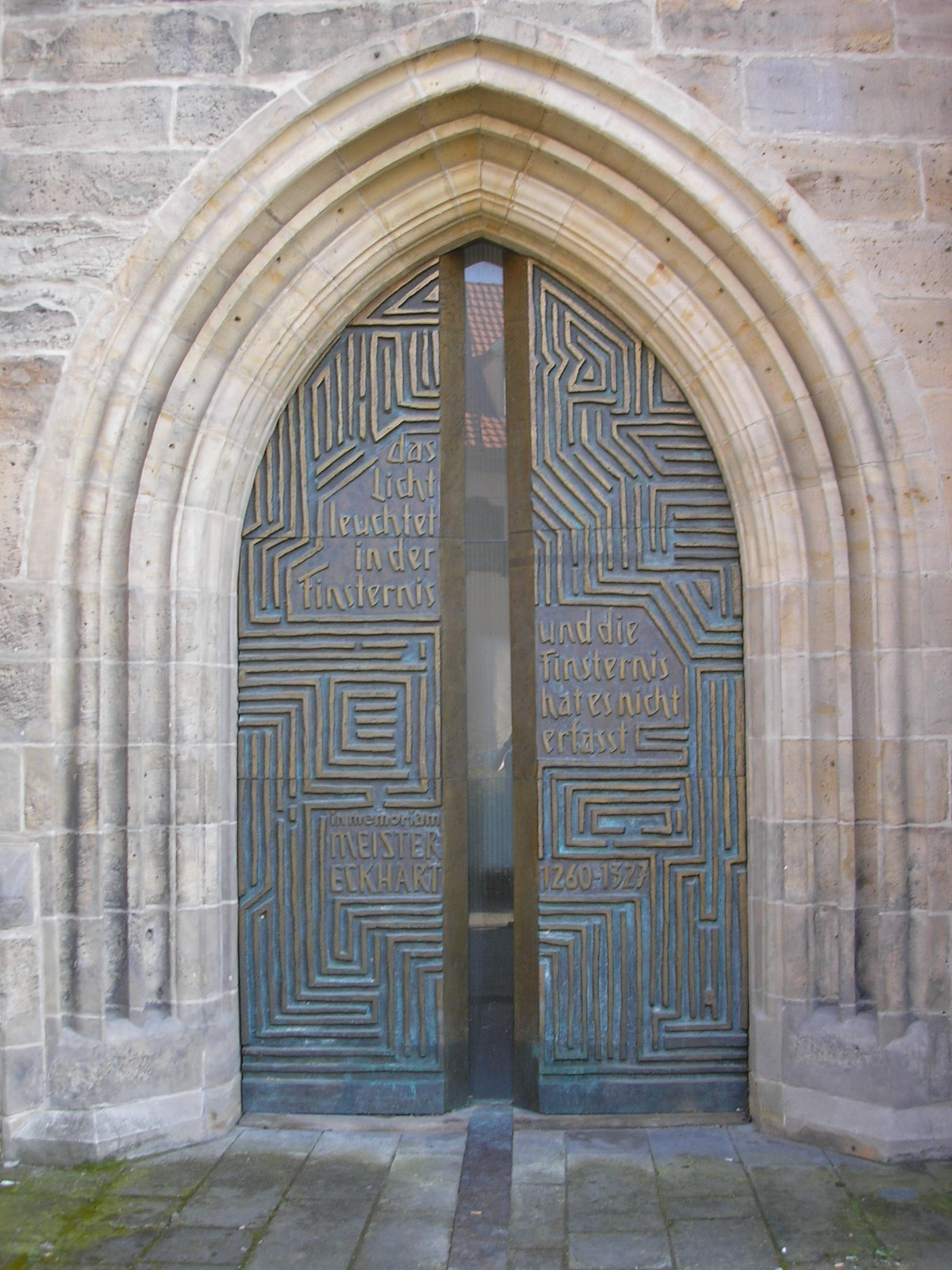
Meister-Eckhart-Portal der Erfurter Predigerkirche. „Auch an der mystischen Theologie des Mittelalters geht Barths Kritik im wesentlichen vorbei.“

Barth kritisiert neben der Moral auch die Mystik als Teil der Religion und „selbsterwählte Heiligkeit“ [KD II/2, 174]. Beide stellt er als Idealismus in Kontrast zum Gesetz Gottes, zumindest wenn dieser als geschlossene Weltanschauung vertreten werde. So kritisiert er Friedrich Schleiermacher, er vertrete Ideale und Normen, ohne ihren ausschließlichen Ursprung in Gott zu beachten. Er distanziert sich von Albert Schweitzers Begründung der Ethik im mystischen Erlebnis. Er lasse „den Willen zum Leben und die Ehrfurcht vor dem Leben koinzidieren [...] Das bedeutet eine Verwischung des Unterschieds zwischen Gebot und Gehorsam, zwischen Gott und Mensch, die natürlich nicht geht.“ [Ethik I, 231] Trügerisch sei ebenso eine „Art von natürlicher Mystik“ [KD III/4, 131] durch die Verbindung von Religion und Eros, wie sie etwa Walter Schubart in seinem gleichnamigen Buch als Ziel ansah. Barth wandte sich gegen eine solche Überhöhung von Erotik, gleichzeitig aber auch gegen eine Diskriminierung: Der Mensch „darf sein in der Begegnung von Mann und Frau [...] Er bedarf also keiner Ekstase und keines Enthusiasmus, er bedarf keiner Mystik, keines Rausches und keiner Vergottung, um diese seine Bestimmung wahr zu machen.“ [KD III/4, 133]
Dennoch erkennt Barth eine positive, religions- und dogmenkritische Funktion der Mystik an. Sie erwarte „‚draußen‘“, etwa in Riten oder Bildern, keine „Befriedigung des religiösen Bedürfnisses“ [KD I/2, 348], sei aber Institutionen gegenüber konservativ und brauche Dogmatik und Ethik als Material, das es auszulegen gilt. Die Religionskritik der Mystik setzt Barth in Parallele zum offen bilderstürmenden Atheismus. Während dieser – intensiver als die Mystik – Gott und sein Gesetz verneine, problematisiere jene zusätzlich auch „den Kosmos und das Ich“ [KD I/2, 351]. Jedoch sind beide nur eine extreme, ebenfalls der Offenbarung widersprechende Konsequenz der Religion. Als ihr Ende zeigen sie, dass Religion das eigentliche Interesse des Menschen nicht befriedigen kann.
Wird Mystik nicht als eine Fähigkeit des Menschen verstanden, also als Religion, so ist sie „eine unentbehrliche Bestimmung des christlichen Glaubens“ [KD III/4, 63f.]. Entsprechend Gal 2,20  hält Barth eine Identifizierung und Verschmelzung mit Christus für möglich, die Emil Brunner ablehnte, da der Glaube keine Mystik sei. Gegen ihn differenziert er: „Wer wollte dem allen in der Hauptsache nicht zustimmen, auch wenn er vielleicht gegenüber einer allzu schweizerischen Nüchternheit zugunsten der armen Mystik geltend machen wollte, daß der Akt des echten Glaubens sich vielleicht doch manchmal in mystischen Bewußtseinsvorgängen vollzogen hat und auch vollziehen durfte und darf.“ [Nein! Antwort an Emil Brunner, 1934, 28]

## KD II: Lehre von Gott

### Erwählung
KD II,2 entfaltet Gottes „Gnadenwahl“ in Jesus Christus: Weil Gott sich als der in Freiheit Liebende den Menschen zuwenden will, hat er einen bestimmten Menschen als den erwählt, in dem er ganz Mensch wird, und mit ihm das Volk, das dieser Mensch vertritt. Diese Wahl bedeutet laut Barth kein willkürliches Auswählen aus der Menge aller Menschen (und so indirektes Verwerfen aller Übrigen), sondern eben Gottes selbstbestimmte, nicht notwendige, unbedingte Zuwendung zur Gemeinschaft mit allen Menschen. Jesus Christus ist dieser erwählende Gott und erwählte Mensch zugleich. Für das Heil der Menschen lässt er sich ganz auf diese Welt ein und gibt „seine eigene Unangerührtheit von der … Welt des Bösen“ auf. Als Mensch ist Jesus Christus erwählt dazu, mit diesem Gott in einem Bund zu leben, zu sterben und aufzuerstehen. So kommt es im Vollzug dieser Gnadenwahl zu einem Tausch: Als der Sohn wählt Gott für sich allein Verwerfung, Verrat, Todesurteil, Hinrichtung und Kreuzestod. Er wählt also das, was alle Menschen verdient hätten, die ohne und gegen Gott leben wollen. Er wählt Jesus als den ersten Menschen, in dem sich Gottes Bund mit allen Menschen vollzieht. Und dieser Mensch erwählt seinerseits Gott, hält seinen Bund mit uns Menschen von seiner Seite aus und erfüllt so seine Bestimmung. In dieser menschlichen Antwort des Glaubensgehorsams kommt Gottes Erwählung zum Ziel und verwirklicht das Erwähltsein aller Menschen. Weil in diesen Menschen alle Menschen eingeschlossen sind, sind sie alle von der Verwerfung befreit, die sie hätte treffen müssen. Gottes Gnadenwahl ist also seine frei gewählte Übernahme der Verwerfung aller Menschen, um alle davon zu befreien. Der Mensch kann diese in Gottes Wesen begründete, „von Ewigkeit her gefallene Entscheidung Gottes nicht rückgängig machen, nicht umkehren…“ Er kann wohl „Gott hassen und Gott verhaßt sein (er tut und ist es!), er kann aber Gottes ewige, auch in seinem Haß siegreiche Liebe nicht in ihr Gegenteil verkehren… Läßt er Gott los, so läßt Gott ihn nicht los.“
Mit diesem Kernstück seiner Dogmatik griff Barth die Prädestinationslehre der theologischen Tradition auf: Schon Augustinus von Hippo hatte wie die Reformatoren aus Gottes reiner Gnade die Unfähigkeit des Menschen gefolgert, sein Heil zu wollen und zu wählen. Vielmehr bestimme Gott allein manche Menschen zum Glauben an ihn und damit zugleich alle anderen zur Verdammnis. Calvin hatte dies zur Lehre von der doppelten Prädestination verschärft: Gott wähle die einen zum Heil, die anderen zur Verdammnis, so dass diese beiden Gruppen von Ewigkeit her feststünden. Den Grund dieser Auswahl könne der Mensch niemals wissen. Das war eigentlich als Entlastung von der quälenden Ungewissheit gedacht, was der Einzelne für sein Heil tun könne und müsse. Barth formte diese Tradition nun radikal um, indem er zwar ebenfalls eine doppelte Prädestination lehrt, sie aber ganz und gar auf Jesus Christus zentriert und aktualisiert: Dieser vollzieht als einziger Verworfener zugleich unser aller Rettung, schenkt das ewige Heil also nicht nur den Gläubigen, sondern auch den Ungläubigen. Barth geht somit nicht von einem vorgefassten Begriff von Gnade Gottes aus, sondern von Kreuz und Auferstehung dieses besonderen, einzigartigen Menschen: Ist er wirklich für alle gestorben und auferweckt worden, dann ist dort die Wende zum Heil aller schon vollgültig geschehen.
Kritiker wandten oft ein, Barth lehre damit im Grunde die Allversöhnung (apokatástasis pánton). Diese hatte die Kirche öfter als dem NT widersprechende Häresie (Irrlehre) abgelehnt. Darauf antwortete Barth stets mit der Weigerung, Aussagen über Kreis und Menge der Geretteten zu machen. Man könne weder voraussagen, dass alle Menschen am Ende Ja zu Gott sagen werden, noch ausschließen, dass Gott sie am Ende nicht doch alle retten werde. Man dürfe nicht damit rechnen, dass alle gerettet würden, wohl aber darauf hoffen. Der in Freiheit liebende Gott sei dem Menschen „keine ewige Geduld und also Errettung schuldig“. Zugleich gebe es angesichts des stellvertretenden Kreuzestodes Jesu und seiner Auferweckung „kein Recht und keinen Grund, sich dafür nicht offenzuhalten“.

### Grundlegung der Ethik
Jesus Christus offenbart Gott als den in Freiheit Liebenden und erfüllt zugleich die Bestimmung der Menschen, diesen Gott ihrerseits zu erwählen. Darum begründet Gottes Erwählungshandeln (Evangelium) für Barth zugleich Gottes Gebot an alle Menschen. Weil Jesus Christus dieses Gebot stellvertretend für alle Menschen erfüllt hat, lässt sich Gottes Willen für sie nur am Handeln Jesu ablesen. Darum weist Barth die Trennung von „Glaubenslehre“ und „Sittenlehre“, von Dogmatik und Ethik zurück, die in der evangelischen Theologie seit der Aufklärung üblich war. Demgemäß enthalten KD II bis IV ausführliche Kapitel zur materialen Ethik, die sich Barth jeweils aus Gottes geschichtlichem Handeln als Schöpfer, Versöhner und Erlöser in Jesus Christus ergibt. Weil Gottes Erwählungshandeln schon alle Menschen einbezogen hat, ob sie es wissen oder nicht, richtet sich sein Gebot ebenso an alle Menschen, Christen wie Nichtchristen. Für Barth gibt es demnach „kein freies, d. h. kein von der Entscheidung gegen Gottes Gebot dispensiertes, kein gegenüber ihm neutrales Handeln“.
Barths in der KD systematisierte Ethik wird als „theologischer Realismus“ beschrieben: Sie bringt „die Wirklichkeit zur Darstellung, in der Gott mit seinen Menschen [...] zusammenlebt“. Diese hat eine eschatologische Dimension, sie ist die neue Wirklichkeit des kommenden Reiches Gottes, in Differenz zur gegenwärtigen Welt. Daher ist es Aufgabe der Ethik, diese Brüche und Gegensätze hervorzuheben. Sie ist ein Beispiel für Barths „Theologie der Krise“.
Weiter steht Barths Ethik in Gegensatz zu einem erkenntnistheoretischen Fundamentalismus, leitet also kein Ethos, keine Christliche Sitte (Schleiermacher) logisch aus den Gewissheiten des Glaubens ab. Vielmehr ist die Wirklichkeit Gottes im Ereignis Jesus Christus gegründet und zeigt sich in der gesamten Geschichte Gottes mit den Menschen, in seinem heiligenden Gebot. Ethik fragt, wie in dieser Geschichte zu leben ist, nicht ob aus einem Sein ein Sollen folgt.

„Das Gebot Gottes ist die Entscheidung über die Güte des menschlichen Handelns. Als göttliches Handeln geht es dem menschlichen Handeln voran. Nur auf diese durchaus nicht ruhende, sondern geschehende, durchaus nicht allgemeine, sondern höchst besondere Wirklichkeit hin unternimmt es die theologische Ethik auf die ethische Frage Antwort zu geben. Ihre Theorie ist schlechterdings die Theorie dieser Praxis.“

So besteht Ethik im „weiteren Erproben dieser […] »Tradition« […] des Lebens mit Gott, der biblisch bezeugt ist.“ Die Gebundenheit an eine – widerständige – Tradition bedeutet jedoch keine Abschottung gegen Außenperspektiven, sondern kritische Offenheit für die Probleme der Welt. Dies zeigt sich besonders stark in den Thesen der Barmer Theologischen Erklärung, in der „Befreiung aus gottlosen Bindungen“ und dem Widerstand gegen alle Tendenzen, eine „totale Ordnung“ zu erzwingen. Barth wirkte „im ganzen Gebiet evangelischer Ethik“, so in der Friedensethik, der Medizinethik und Bioethik, der Sozialethik und Arbeitsethik, der Wirtschaftsethik und der politischen Ethik. Er legte dabei Wert auf die durch den Staat zu garantierende rechtliche Ordnung. Er hatte einen oft zu anderen Ansätzen querliegenden Zugang zu Leitbegriffen wie Freiheit und Menschenwürde. Dabei wandte er sich gegen eine Überlagerung des Zeugnisses von Gottes Handeln in der Geschichte durch zu dieser Tradition in Widerspruch stehende Begründungen.
Aus dem Zeugnis folgen nicht direkt ethische Urteile, sondern es hat heuristische Kraft für die Wahrnehmung der Wirklichkeit. So folgt aus der Auferstehung Jesu Christi Hoffnung auf ewiges Leben. Diese Bestimmung des Menschen ist nur von Gott zu erwarten. Der Glaube daran verhindert sowohl eine Verabsolutierung des eigenen Lebens, Kampf auf Leben und Tod wie auch Resignation. Ebenso verhindert der Glaube an das Wirken des Geistes Gottes im Individuum eine Verabsolutierung von Subjektivität. Barth verarbeitet so bereits in seiner Ethik deren unterschiedliche Interpretationen – ein „ethisch zu fassendes menschliches Leben, das Gottes Handeln unterworfen ist (subjectum)“ gegen Subjektivität als (einzigem) „Medium der Konstitution menschlicher Lebenswirklichkeit.“ Hans G. Ulrich erkennt daher in Barths Ethik (und seiner gesamten Theologie) eine „einzigartige intrinsische Reflexivität“: „Die Christusgeschichte bleibt die bestimmende Geschichte, die im Zeugnis weitergelebt wird. Ihr kann nur erkundend nachgegangen werden. Dies kennzeichnet das Vorgehen als wissenschaftlich im Sinn einer kritisch-erkundenden Praxis, die ihrem »Gegenstand« folgt“.

## KD III: Lehre von der Schöpfung

### Grund der Schöpfung
Gott ist der Schöpfer der Welt, sie ist Gottes Schöpfung: Dieser Glaubenssatz lässt sich für Barth nicht aus dem Dasein und Sosein dieser Welt ableiten, sondern wie alle Aussagen über Gott nur von Jesus Christus her sagen und begründen. Darum liefert seine evangelische Schöpfungslehre keine Theorie der Weltentstehung und tritt nicht in Konkurrenz zu den modernen Naturwissenschaften. Ihr Thema ist von vornherein ein anderes als die Kausalität der Weltentstehung, nämlich die Frage nach Gottes Absicht mit dieser Welt, wie sie die Geschichte Jesu Christi zeigt. Damit wies Barth die Tradition der natürlichen Theologie zurück: Schon die griechische Metaphysik schloss aus der allgemeinen Betrachtung der Natur und des Kosmos auf so etwas wie Gott zurück, etwa als erste Ursache alles Seienden oder als alles Sein durchdringende und verbindende Essenz. Die römisch-katholische Scholastik und die lutherische Orthodoxie folgten diesen Versuchen auf verschiedene Weisen. Auch der Kreationismus baut einen Schöpfergott in die naturwissenschaftlich erkennbare Kausalkette der Entstehung von Welt und Leben ein. Barth brach seit seinen Römerbriefkommentaren radikal mit allen derartigen Versuchen. Er setzte sich mit den Naturwissenschaften nicht auf deren Feld auseinander, sondern akzeptierte als gegeben, dass die Welt an sich keinen Hinweis auf etwas wie Gott gibt und sich ganz ohne Gott erklären lässt.
Im Blick auf Jesus Christus aber kann und muss laut Barth gefragt werden: Wozu gibt es die Schöpfung, was hat Gott mit ihr vor? Barths Antwort ist: Gott hat die Schöpfung und den Menschen aus freier Liebe heraus geschaffen. Die Schöpfung ist die Voraussetzung dafür, dass Gott seine Liebesabsicht gegenüber seinem Geschöpf verwirklicht. Das Geschöpf existiert, damit Gott mit ihm einen Bund schließen kann. Die Schöpfung ist der äußere Grund dieses Bundes, sie stellt den Raum bereit und stattet ihn aus, in dem sich diese Bundesgeschichte abspielt. Gottes Bund mit dem Geschöpf ist der innere Grund der Schöpfung: Sie wurde von vornherein für diese Gemeinschaft mit Gott geschaffen. Gottes Bundeswille geht der Schöpfung voraus und liegt ihr zugrunde. Darum existiert kein Geschöpf außerhalb dieses Bundeswillens. Weder kann der Abfall des Menschen von Gott dessen Bundeswillen in Frage stellen, noch ist dieser Bundeswille etwas Sekundäres, mit dem Gott auf den Fall des Menschen reagierte. Dieser ursprüngliche Bundeswille Gottes ist eben nicht aus der Schöpfung an sich, sondern nur aus der Geschichte Jesu Christi erkennbar und von dort her aussagbar.
Gottes Schöpfung zielt auf den Bund mit dem Menschen. Wie Gott Sein-in-Beziehung ist, so existiert auch der Mensch in Beziehungen. Gott verhält sich zu seinem Geschöpf so wie es seinem inneren Wesen entspricht: als das Ich, das ein Du anruft und so eine Beziehung zu ihm schafft. Dem entspricht, dass Menschsein ebenfalls als Beziehung eines Ich und eines Du existiert. Kein Mensch ist zum Alleinsein geschaffen, sondern zur Gemeinschaft mit anderen Menschen. Für Barth verwirklicht sich Gottes Absicht mit dem Menschen dabei besonders in der Beziehung zwischen Mann und Frau.

### Leid und Sünde
Indem Gott die Schöpfung für den Bund mit dem Geschöpf schuf, sagt Gott ein unbedingtes „Ja“ zu dieser von ihm unterschiedenen Wirklichkeit. Teil der guten, endlichen Schöpfung sind daher auch ihre negativen Seiten wie Misslingen, Trauer, Verlust, Alter und Tod. So schwer diese Schattenseiten der Schöpfung zu ertragen seien, könne man Gott trotzdem auch dafür loben, weil er sich in Jesus Christus allen diesem Leiden ausgesetzt und es sich zu eigen gemacht habe. Für Barth erscheint   diese Wahrheit in der Kunst noch deutlicher als in der Theologie, besonders bei Sandro Botticelli und Wolfgang Amadeus Mozart [KD III/3, 336–338]:

„Mozart hatte hinsichtlich des Theodizeeproblems den Frieden Gottes, der höher ist als alle lobende, tadelnde, kritische oder spekulative Vernunft. [...] Er hatte eben das gehört und läßt den, der Ohren hat zu hören, bis auf diesen Tag eben das hören, was wir am Ende der Tage einmal sehen werden: die Schickung im Zusammenhang.“

In Wolfgang Amadeus Mozart 1756/1956 sieht Barth als Grund für diese Haltung eine „große freie Sachlichkeit“ – die Freiheit von einer Fixierung auf die subjektive Befindlichkeit in der Beziehung auf ein gutes und schönes Gegenüber – und eine „Souveränität echten Dienens“.
Gott sagt dagegen „Nein“ zu allem, was er „seinem Wesen gemäß nicht wollen und nicht schaffen, was er auch als von ihm verschiedene Wirklichkeit nicht dulden konnte“. Das durch Gottes Schöpfungsakt Ausgeschlossene nennt Barth „das Nichtige“. Er widerspricht damit der theologischen, besonders der lutherischen Tradition, die nach dem Ursprung des Bösen bzw. der Sünde in Gottes guter Schöpfung fragte, es wie das Gute auf Gottes eigenes Handeln zurückführte und darum einen Selbstwiderspruch in Gottes innerem Wesen annahm. Dagegen hält Barth fest, dass Gott sich ganz in Jesus Christus zu erkennen gibt: Darum kann das, was dieser Selbstoffenbarung widerspricht, nicht auf Gottes eigenes Wollen und Wirken, sondern nur auf sein Nichtwollen zurückgeführt werden.
Das Nichtige ist das, was Gott in Jesus Christus „selbst herausforderte und zornig machte, was ihn selbst veranlasste, sich ihm zu stellen, um es durch sich selbst zu überwinden“. Dafür habe Gott „den Tod, und zwar diesen Tod, den Tod eines Verdammten, erlitten, um den Tod als den Beleidiger seines Schöpfers, den Tod als letzten Feind, seiner Macht zu entkleiden.“ Das offenbare Gott mit der Auferweckung Jesu von den Toten; diese sei die Summe des Offenbarungsgeschehens. Der Kampf mit dem Nichtigen, seine Überwindung, Beseitigung und Erledigung, sei demnach „primär und eigentlich Gottes eigene Sache.“ Gott hat das Nichtige mit der Schöpfung schon ausgeschlossen, aber die Schöpfung hat das Nichtige nicht negiert. Weil Sünde vor Gott keinen Bestand habe, könne sie auch keine letztgültige Bedeutung für Gottes Geschöpfe erlangen. Denn die Versöhnung sei keine zufällige Rettungsaktion Gottes, sondern Vollzug seiner ewigen Gnadenwahl (KD II/2). In diesem bereits von Beginn an beschlossenen Bund Gottes mit dem Menschen hat Sünde als Widerstand gegen den gnädigen Gott keinen Raum, ist sie nur als „fliehender Schatten“ oder das „nirgendwo Hingehörige“ zu beurteilen.
Der häufige Vorwurf, er verharmlose damit die reale, historisch anschauliche zerstörerische Wirkung der Sünde, übersah, dass Barth dem Nichtigen in Bezug auf Gott keinen, in Bezug auf den Menschen aber höchste Bedeutung zuerkennt. Er beschreibt es als „aggressive Feindmacht“, die Gottes Schöpfung und deren an sich gute Schattenseiten wie den Tod benutzt und sich ihrer bemächtigt, um alles Leben zu zerstören. Was das NT in damaliger Mythologie als Teufel und Dämonen beschrieb, nennt Barth „herrenlose Gewalten“, pseudo-objektive Realitäten, die sich verselbständigen und Menschen beherrschen. Dass er diese Macht als „ontologische Unmöglichkeit“ bezeichnete, verharmloste sie nicht, sondern machte die Grundlosigkeit ihrer durch nichts zu rechtfertigenden faktischen Brutalität sichtbar.

## KD IV: Lehre von der Versöhnung

### Struktur
Barths Versöhnungslehre (KD IV,1–3) hat sowohl vertikal (in der Kapitelanordnung jedes Teilbands) als auch horizontal (im Nacheinander jedes der drei Teilbände) eine bewusst trinitarische Struktur. Jeder Teil ist in paralleler Abfolge von christologischen über anthropologische zu ekklesiologischen und soteriologischen Kapiteln gegliedert. Er kann daher linear von vorn nach hinten oder die zusammengehörigen Kapitel jedes Teils können direkt nacheinander gelesen werden.
| KD IV/1                                  | KD IV/2                               | KD IV/3                                   |
| ---------------------------------------- | ------------------------------------- | ----------------------------------------- |
| Der Herr als Knecht (priesterliches Amt) | Der Knecht als Herr (königliches Amt) | Der wahrhaftige Zeuge (prophetisches Amt) |
| Gottes Zuwendung zum Menschen            | des Menschen Hinwendung zu Gott       | die Selbstoffenbarung beider Bewegungen   |
| Sünde des Hochmuts                       | Sünde der Trägheit                    | Sünde der Lüge                            |
| Rechtfertigung                           | Heiligung                             | Berufung                                  |
| Sammlung der Gemeinde                    | Auferbauung der Gemeinde              | Sendung der Gemeinde                      |
| Glaube                                   | Liebe                                 | Hoffnung                                  |

### Vollzug der Versöhnung
Barths Christologie (KD IV, 1–2) ist eine Versöhnungslehre: Sie beantwortet die Frage, wer Jesus Christus ist, indem sie entfaltet und nachvollzieht, was diese Person tut. Dabei verknüpft und aktualisiert Barth auf eigenwillige Weise die altkirchliche Zwei-Naturen-Lehre (Jesus Christus sei wahrer Gott und wahrer Mensch zugleich) mit der Drei-Ämter-Lehre Calvins (Jesus Christus sei Priester, König und Prophet): Das wahre Gottsein ist der Weg des Sohnes Gottes „in die Fremde“, das wahre Menschsein die „Heimkehr“ des Menschensohns zu Gott. Beide Bewegungen vollziehen sich miteinander in Person und Werk Jesu Christi und sind nur als verschiedene Akzente oder Aspekte, nicht chronologisch unterscheidbar.
Gottes Sohn, die zweite Person oder Seinsweise der Trinität, geht in die Fremde, indem er Mensch wird und sich damit der Kreatürlichkeit (Vergänglichkeit), Verkehrtheit und Verlorenheit menschlicher Existenz aussetzt. Er ist der wahre Gott, indem er im Gehorsam gegen Gottes Versöhnungswillen diese Erniedrigung vollzieht. Sein Weg führt zum Kreuz: Dort nahm dieser Gott das Gericht auf sich, das die Menschen verdient hätten. Der wahre Gott ist „der Richter als der an unserer Stelle Gerichtete“. In seiner Erniedrigung in den Gerichtstod am Kreuz übt er sein priesterliches Amt aus.
Zugleich wird in diesem Weg des Gottessohns nach unten ans Kreuz der Mensch Jesus von Nazaret zu Gott erhöht. Bereits in der Inkarnation nimmt der Sohn Gottes den Menschen Jesus auf und erhöht ihn zum königlichen Menschsein; dies deckt seine Auferweckung und Himmelfahrt auf. So ist Jesus von Anfang an „der neue, der wahre, der königliche, weil am Sein und Leben, an der Herrschaft und Tat Gottes teilnehmende, ihn ehrende und bezeugende Mensch“. Indem er alle Menschen in seine Erhöhung hinein nimmt, ist er das Urbild des wahren Menschseins, das die Bestimmung aller Menschen offenbart: heimzukehren „in die Gemeinschaft mit Gott, in die Beziehung zu seinem Mitmenschen, in die Ordnung seiner inneren und äußeren Existenz, in die Fülle seiner Zeit, zu der er geschaffen, mehr noch: in die Gegenwart und den Genuß des Heils, zu dessen Empfang er in seiner Erschaffung bestimmt ist.“
Als der sich ans Kreuz erniedrigende, wahre Gott und der zur Mitherrschaft Gottes erhöhte, wahre Mensch vollzieht Jesus Christus die Versöhnung. Dass diese in ihm geschehen ist, deckt er selbst als sein eigener Zeuge auf und übt so das prophetische Amt aus: Als das „Licht der Welt“ offenbart er Gottes Wahrheit den Menschen, lässt er sie diese Wahrheit erkennen.
Allen drei Aspekten dieser Versöhnungsgeschichte Jesu Christi ordnet Barth eine Gestalt der menschlichen Sünde zu: Indem der Sohn Gottes den Gerichtstod am Kreuz auf sich nimmt, rechtfertigt er den Menschen ohne dessen Zutun. So deckt er den Hochmut auf, mit dem der Mensch sein eigener Herr, Richter und Helfer sein will. Indem der Mensch Jesus zu Gott erhöht wird und mit ihm als König regiert, deckt er die Trägheit „des bösen Unterlassens …, Zurückbleibens und Versagens“ auf. Indem der Auferstandene die Wahrheit der geschehenen Versöhnung Gottes mit der Welt bezeugt, deckt er die Lüge auf, die diesem Zeugnis ausweicht. Rechtfertigung, Heiligung und Berufung des Menschen zum Zeugen Jesu Christi überwinden diese Gestalten der Sünde.
Anders als die traditionelle Dogmatik beschreibt Barth somit Sünde nicht vorab, sondern jeweils im Anschluss an das Versöhnungsgeschehen. Denn was Sünde ist, könne der Mensch nicht aus sich selbst heraus erkennen, eben weil er Sünder sei. Erst Tod und Auferstehung Jesu Christi, die die Sünde verurteilen und überwinden, lassen das Wesen der Sünde erkennen. Sünde werde nur durch ihre Vergebung, als schon vergebene Sünde erkannt.
Barths Verständnis von Sünde als dem schon überwundenen „Nichtigen“, das erst durch das Versöhnungswerk Jesu Christi aufgedeckt und gespiegelt wird, ist in der Theologiegeschichte einmalig. Er schloss damit kategorisch aus, Sünde losgelöst vom Evangelium zu definieren und zu beschreiben. Damit widersprach er der lutherischen Tradition, den Menschen durch das anklagende, richtende und strafende „Gesetz“ Gottes zur Sündenerkenntnis zu bringen. Die Drohung des Zornes Gottes, so Barth im Anschluss an Paulus von Tarsus (vgl. Röm 4,13–16 ), provoziere und verstärke vielmehr die Selbstrechtfertigung des Menschen. Eine Theologie, die das fördere, sei selbst ein „Werk der Sünde“, das Gottes Gesetz missverstehe und missbrauche. Erst wo Menschen vom Zwang der Selbstrechtfertigung frei werden und Gottes Anklage Recht geben, erkennen sie im Rückblick ihre Sünde wirklich.

### Lichterlehre
In KD IV/3 entfaltet Barth, dass „das Licht Christi, das Ausdruck seines prophetischen Amts ist, auch außerhalb der Kirche anzutreffen ist.“ Schon im ersten Band hatte er geschrieben: „Gott kann durch den russischen Kommunismus, durch ein Flötenkonzert, durch einen blühenden Strauch oder durch einen toten Hund zu uns reden.“ [KD I/1, 55] Er hielt jedoch damals wie am Ende fest, dass solche anderen Redeweisen Gottes nicht Grundlage der christlichen Verkündigung sein könnten. Jesus Christus ist für Barth „das eine, das einzige Licht des Lebens … es gibt kein Licht des Lebens außer und neben dem seinigen, außer und neben dem Licht, das Er ist“ [KD IV/1, 95]. In Bibel, Kirche und Welt gibt es dennoch andere reale Offenbarungen [KD IV/3, 107] und Worte hoher Weisheit. In ihnen leuchtet immer Jesus Christus. Er hat am Kreuz die ganze Schöpfung mit sich versöhnt, und seine Herrschaft erfasst mehr als den Bereich der Kirche. Worte außerhalb der Kirche sind nur dann wahr, wenn sie mit der christlichen Botschaft vereinbar sind, wenn sie das eine Licht nicht „Lügen strafen“ [KD IV/3, 111]. Diese Lichter sind „Brechungen des einen Lichts, sind Erscheinungen der einen Wahrheit“ [KD IV/3, 173].
Die Versöhnung und Rettung der Welt geschieht so, dass Gott in Christus seinen Bund mit dem Volk Israel erfüllt und dessen universale Heilsbedeutung unwiderruflich bekräftigt. Die ganze Heilsgeschichte Israels und des Judentums ist für Barth daher per se sprechend, prophetisch, zukunftsweisend, und geht alle Völker an. Israel ist nicht nur Zeuge des Gerichts und der Gottesferne (so Barth noch in KD II/2), sondern Zeuge des Heils für die Christen und die Menschen aus den Völkern. Deshalb hat die Versöhnung der Völker mit Israel für Barth entscheidenden Vorrang: Das wäre das erste notwendige Christuszeugnis der Kirche aller Welt gegenüber (Eph 2,11ff. ).
Ohne das Judentum kann die Kirche der Welt keine Hoffnung verkünden: Dies hat Barth der Ökumene 1954 auf der Tagung in Evanstown eingeschärft. Denn der jüdische Glaube an den Gott der Sklavenbefreiung widersteht allen metaphysischen Gleichungen von Welt und Gott: Darin steckt unabgegoltene Hoffnung für alle Sklaven. Nicht „Erlösung“ aus der bösen Welt durch ein weltloses Jenseits, sondern Befreiung dieser gut geschaffenen Welt von allen versklavenden Mächten ist die besondere Botschaft Israels. Der Dialog mit dem Judentum hatte für Barth daher bleibenden Vorrang vor dem allgemeinen, aber ebenfalls notwendigen und erhellenden Religionsdialog.
Die Fähigkeit der Welt, sich zum Reich Gottes zu entwickeln, lässt sich nicht im Allgemeinen entdecken und ausweisen, sondern nur im rückhaltlosen Vertrauen auf Christi Selbstbezeugung (die „Kraft der Auferstehung“, so Barths Ausdruck für den Heiligen Geist). Gott selbst deckt sie auf, indem er Mensch wird. Was Christus im Weltgeschehen gleicht, kann nie „von außen“ verifiziert werden: Das wäre eine apologetische Bestätigung der christlichen Wahrheit durch selbstgewählte allgemeine Strukturanalogien (so bei Rudolf Otto, Hans Waldenfels, Hans Küng und anderen). Sondern sie muss „nach außen“ bewährt werden: durch konkrete Nachfolge Jesu auch im Verhältnis zu anderen Religionen. Weil der für alle Menschen Gekreuzigte sein eigener Zeuge bleibt, können seine Nachfolger keine allgemein verbindende Wahrheit aller Religionen unterstellen, um ihren Glauben dann als deren „höchste“ Verkörperung auszuweisen.
Barth betrachtete Religionen vielmehr soziologisch und phänomenologisch, unter der Perspektive der in ihnen wirkenden gesellschaftlichen Kräfte. Theologisch deutete er sie als Unglaube [KD I/2, 327], andererseits vollzieht sich Offenbarung im Leben der Menschen „als ein Besonderes auf dem Felde des Allgemeinen, das man Religion nennt.“ Hier ist die christliche Religion „eigenartig, aber nicht einzigartig.“ [KD I/2, 306] „Es gibt eine wahre Religion: genau so, wie es gerechtfertigte Sünder gibt“, und deshalb „wagt“ Barth „im Gehör auf Gottes Offenbarung“ den Satz: „die christliche Religion ist die wahre Religion“ [KD I/2, 357].
Bertold Klappert weist darauf hin, dass andere Religionen, aber auch profane Weltanschauungen und Politikentwürfe die Kirche „von außen“ an ihre eigene, vergessene Botschaft erinnern können: So fand Barth im Marxismus eine Erinnerung an die Auferstehung der Toten, im demokratischen Sozialismus an die gerechte Weltordnung, die Gottes Propheten verheißen haben, in der Demokratie an die Freiheit, zu der Christus jeden Einzelnen befreit, und im Buddhismus an die „radikale Erlösungsbedürftigkeit“ des religiösen Menschen, dessen Ego ständig neue Gottes- und Menschenbilder produziert, die ihm den Weg zur schon geschenkten Erlösung verstellen.
Weil Jesus Christus allein als der „Mensch für andere“ (Dietrich Bonhoeffer) Gottes Ebenbild ist, darum können wir menschlich und anderen zugewandt leben. Die Kirche war daher für Barth nur soviel wert, wie sie sich der Welt und deren Nöten öffnet und ihr „prophetisches Amt“ wahrnimmt. Sie muss ihren Glauben an Gottes Reich nicht anderen überstülpen und kann ihn gerade darum solidarisch mit ihnen bezeugen: indem sie gemeinsam mit Andersgläubigen eine gerechte Weltordnung aufbauen hilft, die alle zu ihrem Menschenrecht kommen lässt. Diese globale Perspektive hat die bekenntnistreue Ökumene festzuhalten und anzumahnen, wo die Politik sie aufgibt und verrät. Das Christuszeugnis, das der Weite der unsichtbaren Herrschaft Jesu Christi entspricht, steht also im Sinne Barths noch aus.

## Rezeption und theologiegeschichtliche Einordnung
Karl Barth wird als einer der großen „Kirchenväter der neueren Zeit angesehen“, der eine neue „theologische Ära“ prägte und eine reiche Wirkungsgeschichte hat. Mit der Kirchlichen Dogmatik entfaltete er systematisch seinen im Raum der Kirche entstandenen, „aus pfarramtlichem Engagement“ erwachsenen Ansatz einer Theologie der Krisis: Mit „erstaunlicher Wucht“ predigte er Umkehr, setzte das Wort Gottes in Gegensatz zu Krisenphänomenen der Moderne, rief jedoch auch zu Dankbarkeit und Selbstkritik im Geist Gottes auf. Mit dieser Betonung der überzeitlichen Wahrheit der Verkündigung sowie der Heilsdimension des christlichen Glaubens, gegen theoretische Spekulation, gilt Barth als Vertreter einer kerygmatischen Theologie.
Werner Thiede sah 2018 eine wichtige Aktualisierung des Glaubens an die Menschwerdung Gottes im Widerstand gegen einen Posthumanismus durch fortschreitende Digitalisierung, „Hingabe an künstliche Intelligenz und lethargische Selbstpreisgabe angesichts digitaler Überwachungs- und rechtlicher sowie mentaler Entmündigungsstrukturen“. Barths dialektische Theologie könne eine neue Dialektik der Aufklärung anstoßen und stärken.
Andererseits erinnert Thiede daran, dass in Barths Todesjahr 1968 eine Bewegung zu Liberalismus sowie Esoterik stark wurde. Liberale Theologie, von der sich Barth distanziert hatte, gewann in radikaleren, gegen Barths Absichten gerichteten Konsequenzen starken Einfluss. Auch im Geist der Postmoderne wurde Barths Theologie häufig kritisiert oder ignoriert. Dennoch identifiziert Thiede vielfältige Anstöße zur kritischen Gegenwartsanalyse und zum eigenständigen Fortsetzen seines Denkwegs.

### Religion und Glaube

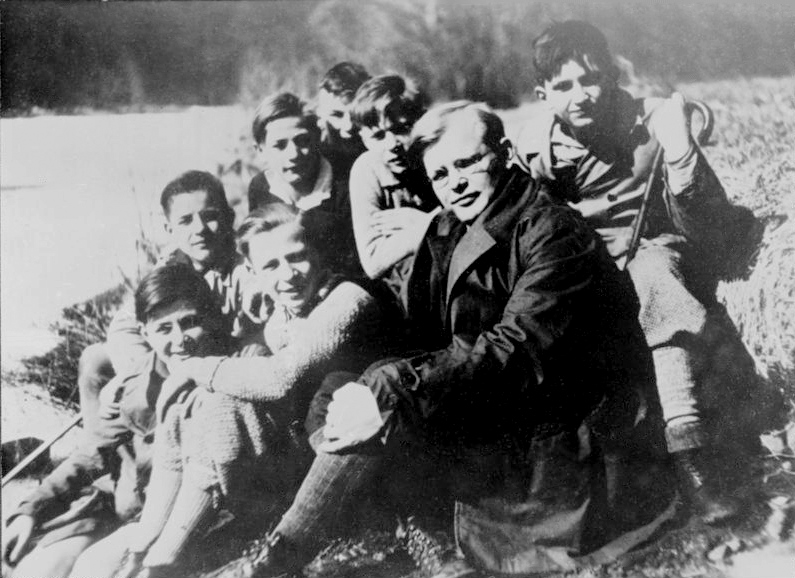
Dietrich Bonhoeffer mit Schülern im Frühjahr 1932

Dietrich Bonhoeffer kannte die Kirchliche Dogmatik bis einschließlich Band II/2; den letzteren Teilband erwarb er auf seiner Reise in die Schweiz im Frühjahr 1942. Im Advent 1943 wünschte er sich in einem Brief aus der Haft KD II/1 und II/2 als Weihnachtslektüre.
Er übernahm bereits in seiner Dissertation Akt und Sein von 1930 Barths Unterscheidung von Offenbarung und Glaube einerseits, Religion andererseits im Römerbriefkommentar. Er lehnte Ernst Troeltschs Begründung eines „religiösen Apriori“ ab, das dieser definierte als „eine rein formale Uranlage des geschaffenen Geistes oder Ichs, die dies befähigt und nötigt des absoluten Geistes innezuwerden“. Bonhoeffer sah dagegen wie Barth den Glauben nicht als menschliche Fähigkeit, sondern als Gnade: „Alles, was sich auf die persönliche Aneignung der Christustatsache bezieht, ist nicht apriorisch, sondern kontingentes Tun Gottes am Menschen.“ Ebenso verallgemeinerte er in seinen Briefen aus der Haft 1944 die in Gal 6,15  relativierte Frage der jüdischen Religionszugehörigkeit: „Die paulinische Frage, ob die περιτομή [Beschneidung] Bedingung der Rechtfertigung sei, heißt m.E. heute, ob Religion Bedingung des Heils sei. Die Freiheit von der περιτομή ist auch die Freiheit von der Religion.“ Wie Barth wandte er sich gegen fromme Selbstzufriedenheit: „Während ich mich den Religiösen gegenüber oft scheue, den Namen Gottes zu nennen, – weil er mir hier irgendwie falsch zu klingen scheint und ich mir selbst etwas unehrlich vorkomme, (besonders schlimm ist es, wenn die anderen in religiöser Terminologie zu reden anfangen, dann verstumme ich fast völlig, und es wird mir irgendwie schwül und unbehaglich) – kann ich den Religionslosen gegenüber gelegentlich ganz ruhig und wie selbstverständlich Gott nennen.“
Diese Offenheit radikalisierte er in seiner Frage nach einem religionslosen Christentum jenseits von Innerlichkeit, Gewissen, Sündenbewusstsein und klassischer Metaphysik. Er wollte das Selbstbewusstsein und die Autonomie des aufgeklärten Menschen respektieren und nicht von Gott sprechen, „wenn menschliche Erkenntnis (manchmal schon aus Denkfaulheit) zu Ende ist oder wenn menschliche Kräfte versagen“. Gegen einen solchen deus ex machina an menschlichen Grenzen wollte er „von Gott in der Mitte, nicht in den Schwächen, sondern in der Kraft, nicht also bei Tod und Schuld, sondern im Leben und im Guten des Menschen sprechen. An den Grenzen scheint es mir besser, zu schweigen und das Unlösbare ungelöst zu lassen.“ Er kritisierte Barth, dieser habe „in der nichtreligiösen Interpretation theologischer Begriffe“ – wie „Buße, Rechtfertigung, Wiedergeburt, Heiligung“ – „keine konkrete Wegweisung gegeben, weder in der Dogmatik noch in der Ethik. Hier liegt seine Grenze und darum wird seine Offenbarungstheologie positivistisch, ‚Offenbarungspositivismus‘, wie ich mich ausdrückte.“ Die Bekennende Kirche sei – allerdings in Abwendung von Barths Ansatz – „vom Positivismus in die Restauration geraten“. Barth sei durch die liberale Theologie negativ bestimmt, und deren Frage sei so nicht wirklich aufgenommen, mit dem Ziel: „Die Mündigkeit der Welt ist nun kein Anlaß mehr zu Polemik und Apologetik, sondern sie wird nun wirklich besser verstanden, als sie sich selbst versteht, nämlich vom Evangelium, von Christus her.“

### Liberale Theologie, Erfahrungsorientierung und Linksprotestantismus
Trotz der Kritik Barths an seinem Lehrer Adolf von Harnack sowie anderen liberalen Theologen wie Albrecht Ritschl und Ernst Troeltsch sieht der systematische Theologe Matthias Heesch einige Gemeinsamkeiten. Beispielsweise deutet Barth Erfahrungswirklichkeit, Kultur und Religion nicht aus dieser selbst heraus, sondern von der Christusoffenbarung her. Er nimmt jedoch alle Bereiche menschlicher Erfahrung in den Blick und akzeptiert wie etwa Ritschl eine Eigenständigkeit der säkularen Welt. Umgekehrt hatte Harnack den Barth nahen Gedanken einer Souveränität des Evangeliums gegenüber seinen innergeschichtlichen Gestalten, was auch eine Akzeptanz von Dogmen in ihrem historischen Zusammenhang einschloss. Er lehnte wie Barth einen subjektivistischen und erlebniszentrierten Glauben ab.

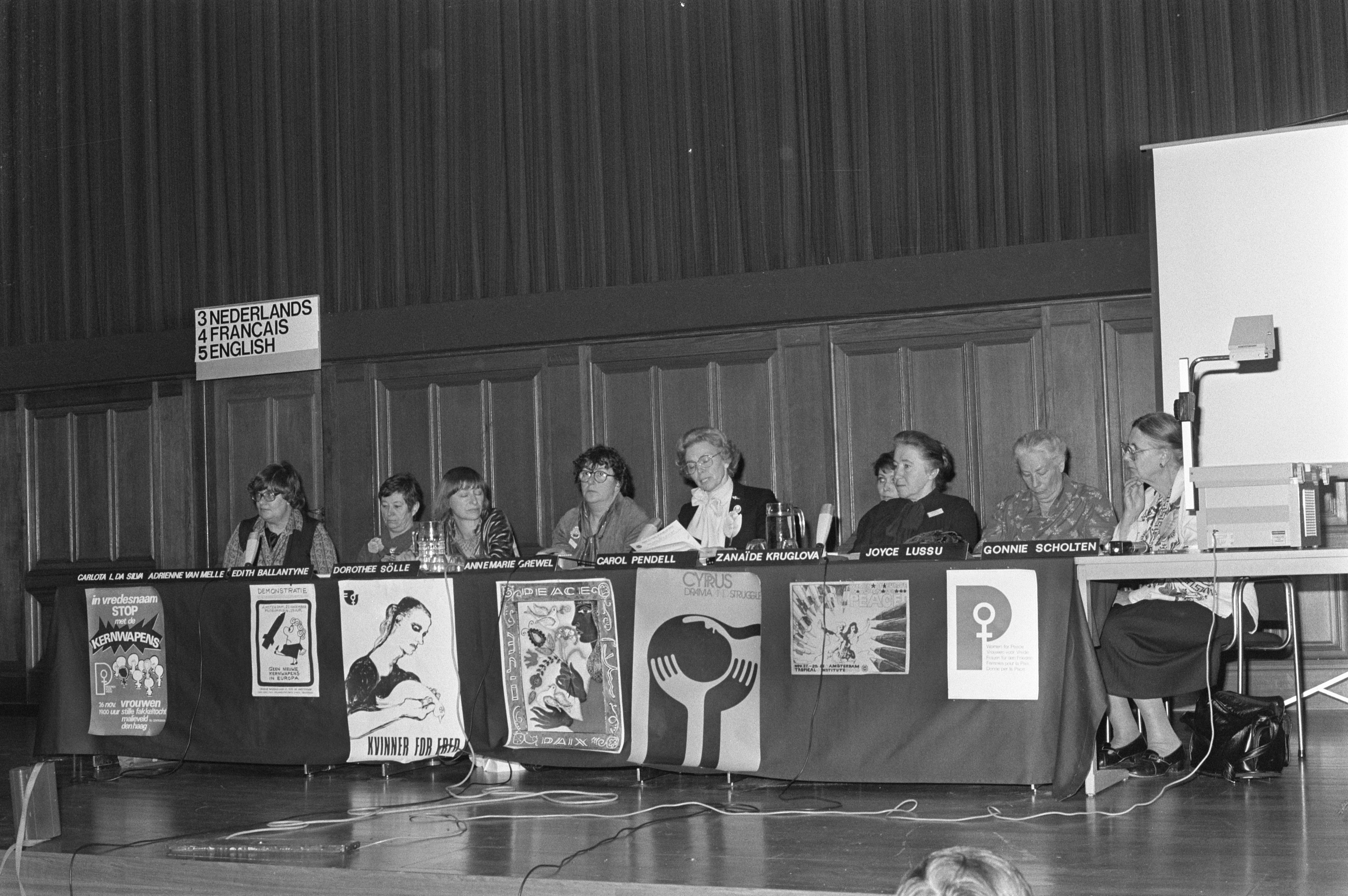
Dorothee Sölle (3. von links) bei der Internationalen Frauen-Friedenskonferenz in Amsterdam, 27. November 1981

Matthias Heesch sieht ab den späten 1960er Jahren einen „radikalen Abbruch“ gegenüber Barth, aber auch Harnack oder Troeltsch. Anstatt religiöse und weltliche Erfahrung durch theologische Kriterien zu begrenzen, sei diese verstärkt zum Maßstab theologischen Arbeitens geworden. Als Beispiele führt Heesch den praktischen Theologen Ernst Lange und Dorothee Sölle an, als Vertreter eines „linken Flügels der Barth-Schule“. Lange erwartete von Christen, besonders Pfarrern die Darstellung der religiös-moralischen Tradition durch das eigene Leben. Statt einer bei Barth bleibenden „gewissen Substanzialität“ von Bibel und Dogma übernehme weitgehend die Gemeinde die Funktion, die Übereinstimmung kirchlichen Handelns mit dem Schriftzeugnis zu garantieren. Der „Prozess des Für-relevant-Erachtens eines biblischen Textes und der Einschätzung der Situation durch den Prediger“ trete ins Zentrum. Während für Lange Christus die transzendente Vorgabe des Prozesses christlicher Existenz geblieben sei, sei dies für Sölle die Liebe, damit der Prozess selbst, als dessen Initiator nur noch Christus geglaubt werde. Die bei Barth angelegte „Dynamisierung der objektiven Dimension des Glaubens“ führe in der Konsequenz zur Aufhebung von Religion überhaupt. Sölle gelangte tatsächlich zu einer Theologie nach dem Tod Gottes, während Barth – auch im Gegensatz zu Bonhoeffer – daran festhielt, Glaube sei zu seiner innerweltlichen Realisierung auf Religion angewiesen.
Während Lange und Sölle trotz empiristischer Tendenzen eine Ausrichtung an Jesus Christus als maßgeblicher Instanz beibehielten, sieht Heesch bei ihren Nachfolgern bis in die Gegenwart die Gefahr eines „Sieg des Liberalismus in seiner problematischsten Form über die Theologie Karl Barths“. Auch aufgrund einer Aufnahme von Ergebnissen der Humanwissenschaften sei der von Barth übernommene liberaltheologische Gedanke einer Weltlichkeit der Welt einseitig in den Vordergrund getreten. Theologie und kirchliche Stellungnahmen hätten häufig einen „tendenziell diffusen Humanismus“ oder ein eher anthropologisch und gesellschaftspolitisch funktionell statt christologisch bestimmtes Verständnis von Religion übernommen. „Es bleibt aber die Frage schon an die Theologen im Umkreis Ritschls, dann an Barth selbst und schließlich an die Wortführer des von Barth mitgeprägten Linksprotestantismus in der frühen Bundesrepublik, ob sie das gegenchristliche Eigengewicht des modernen Säkularismus nicht in der Weise verkannt haben, dass sie diesen Säkularismus als akzeptables Bedingungsgefüge, wenn nicht als mögliche positive Gestalt protestantischer Existenz in der Moderne fehlgedeutet haben.“

### Bedeutung des historischen Jesus
Die klassische liberale Theologie etwa Adolf von Harnacks stellte den irdischen Jesus in den Mittelpunkt und sah „jede Christologie [als] ein späteres Konstrukt“ an, das mit ihm wenig gemeinsam habe. 1977 sah John Hick die Inkarnations- und Trinitätslehre als eine mythologische oder poetische Ausdrucksweise der Bedeutung Jesu an. Rudolf Bultmann trennte ebenfalls zwischen dem Christus „nach dem Fleisch“ und „nach dem Geist“, zog jedoch die umgekehrte Konsequenz. Da man wenig über den historischen Jesus wisse, betonte er in seiner existenziellen Auslegung nur die Botschaft des Neuen Testaments. „Bultmann wollte die Geschichte nicht objektiv betrachten, sondern vielmehr in eine persönliche Begegnung mit der Geschichte hineingezogen werden.“
Barth war zwar in Abgrenzung zur liberalen Theologie ebenfalls nicht am historischen Jesus interessiert, Geschichte als Heilsgeschichte war jedoch für ihn entscheidend. Da Inkarnation die „Identifikation Gottes mit den Menschen“ bedeute und den Weg zu ihm möglich mache, war Barth „äußerst wichtig, dass das Jenseitige diesseitig wurde und das Nichtgegenständliche gegenständlich“. Bultmanns Programm der Entmythologisierung sah er daher als Geschichtsvergessenheit und Doketismus an.
Barth und von Kirschbaum verwendeten in den exegetischen Abschnitten der KD meist eine nicht an der Textentwicklung interessierte synchrone Auslegungsmethode. Dabei erkannte Barth die historisch-kritische Methode grundsätzlich an, jedoch könne sie „nur an die Schwelle heranführen, jenseits derer die Schrift als Gottes Wort in sich selber klar ist“ [KD I/2, 799]. Historische Arbeit am Text lasse sich nicht von dogmatisch-theologischer Prüfung trennen. Diese ziele auf Weisheit, somit auf „ein praktisches Wissen [...], das die ganze Existenz des Menschen umfasst“ [Dogmatik im Grundriss 71947, 26]. Im zweiten Römerbriefkommentar hatte Barth gefordert: „Kritischer müssten mir die Historisch-Kritischen sein“ [Vorwort, X]. Christoph Raedel kritisiert davon ausgehend (und mit Verweis auf Michael Trowitzschs Nachkritische Schriftauslegung) die Behauptung einer Alternativlosigkeit und warnt vor einem Machtcharakter des Methodischen. Biblische Exegese müsse eine „Sicherung durch die Methode [preisgeben], mittels derer Gott in seinem Offenbarsein hermeneutisch ausgeschlossen“ und der biblische Text als rational verfügbar angesehen werde. Statt „sich von gesellschaftlichen Trends die Stichwörter für eigene Forschungen und auch Positionierungen vorgeben“ zu lassen, solle sie im Sinne Barths „dem unverfügbaren Wirken des Heiligen Geistes Raum“ geben. Raedel plädiert von daher für eine diachrone Kanonische Exegese.

### Konservative Wirkungsgeschichte

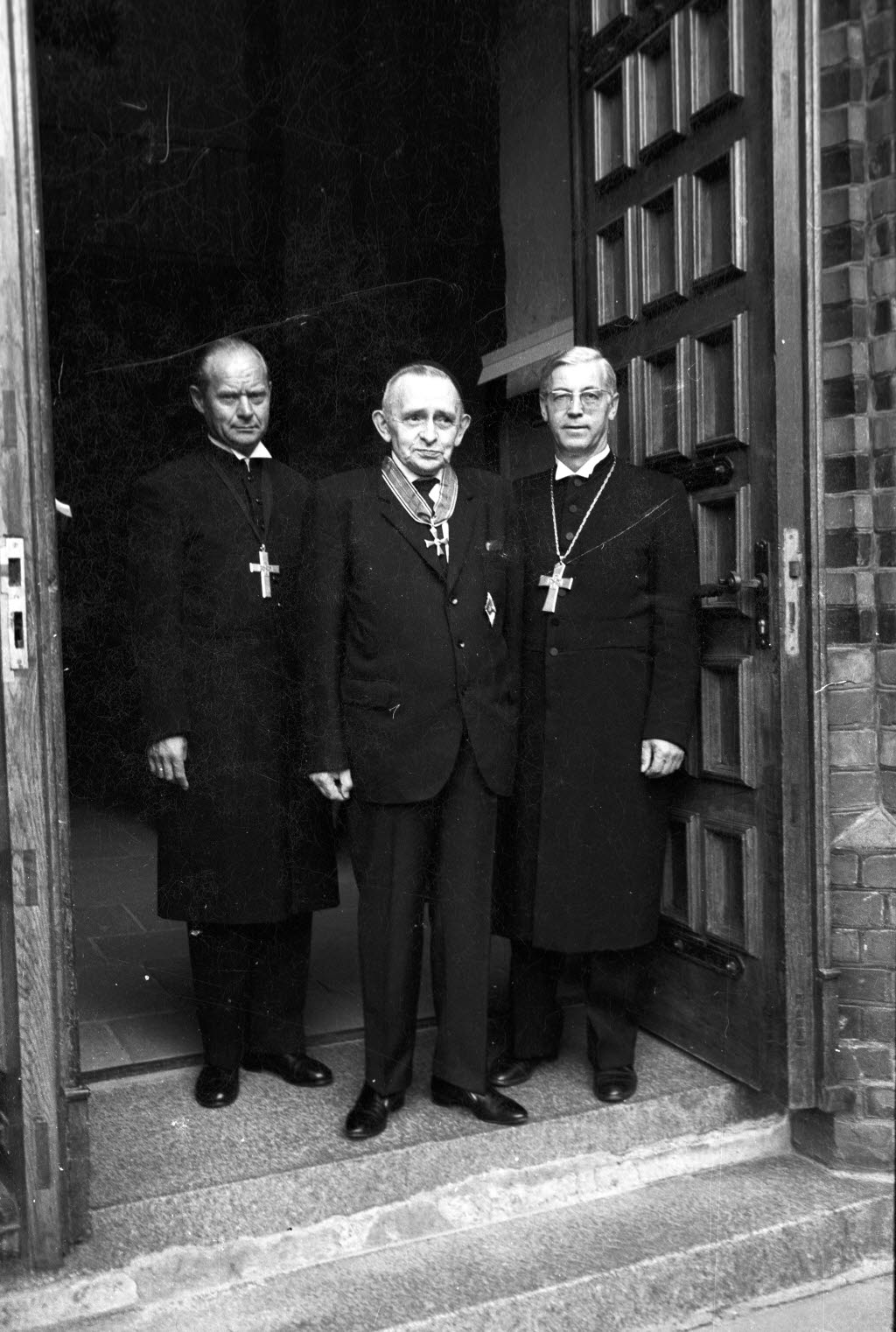
Hans Asmussen (Mitte) 1968 in Kiel mit Propst Bertold Kraft (links) und Bischof Friedrich Hübner (rechts)

Ein richtunggebender Vertreter der theologisch wie politisch konservativen Orientierung an Karl Barth war Hans Asmussen. Er hatte 1934 die Barmer Theologische Erklärung mit verfasst, lehnte jedoch 1947 das Darmstädter Wort ab. Diese Strömung entfaltete keine lange andauernde Wirkung und ging auf in einem entschieden lutherischen Konfessionalismus, „teilweise auch [in] einer Theologie des pragmatischen Bewahrens des volkskirchlichen status quo.“

### Christlicher Absolutheitsanspruch und Religionsdialog
Barths Ansatz beim unvorhersehbaren Ereignis der Offenbarung Gottes in einem individuellen Menschen, Jesus Christus, wurde oft im Sinn eines exklusiven Wahrheitsanspruchs des Christentums interpretiert. Anknüpfungspunkte bei Barth sind Sätze wie: „Es gibt eine wahre Religion: genau so, wie es gerechtfertigte Sünder gibt. [...] die christliche Religion ist die wahre Religion.“ [KD I/2, 357] Der systematische Theologe Matthias Gockel sah dagegen 2018 einen entstehenden Konsens, dass gerade dieser Ansatz „die universale Bedeutung dieses Ereignisses und [...] die Offenheit für das Wirken Gottes außerhalb der Grenzen der christlichen Religion grundlegend einschließt.“ Denn nur Person und Werk Jesus Christus sind Gottes unmittelbare Selbstmitteilung. Sie entzieht sich jeder Vereinnahmung durch Menschen, also auch die Kirchen. Barths Religionskritik ist daher zunächst an das Christentum gerichtet. Sie „transzendiert [...] die Alternative von Eigenem (self) und Fremdem oder Anderem (other) in der »Religion«.“
Gockel fordert dazu auf, „mit Barth über Barth hinaus weiterzudenken“. So korrigiert er: „Es gibt »wahren« oder »gerechtfertigten« Glauben.“ Denn nicht die Religion als Glaubenssystem und Institution könne gerechtfertigt werden, sondern nur ein Mensch innerhalb der Religion. Äußerungen Barths sollten in den Vordergrund gestellt werden, „in denen ein trans-religiöses Verständnis von »Mission« und »Bekehrung« durchscheint“. So betonte Barth in KD I/2, 392, er wolle das historisch existierende Christentum keineswegs gegenüber anderen Religionen privilegieren. In einem Gespräch 1960 erklärte er, das zum-Glauben-Kommen bedeute nicht eine Konversion zum Christentum. Einen wichtigen Anstoß Barths für den Religionsdialog sieht Gockel in der Suche nach einer gemeinsamen Sprache „nicht aus einer scheinbar neutralen, religionswissenschaftlichen Perspektive“, sondern ausgehend vom jeweils Besonderen und den in der eigenen Tradition liegenden Gründen für Verständigung.

### Sprachphilosophische und wissenschaftstheoretische Aspekte
Ernstpeter Maurer untersuchte 1989 die innere Logik von Barths dogmatischer Prinzipienlehre in KD I. Er entfaltete dabei eine  Parallele, „die zwischen Barths Konzeption des biblisch-kirchlichen Redens von Gott und den sprach- und wissenschaftsphilosophischen Tendenzen der neueren Analytischen Philosophie sichtbar wird.“
Für Barth ging die Realität des dreieinigen Gottes jedem begrifflichen Denken voraus. Der Gottesname kann nicht unter einen Allgemeinbegriff des Göttlichen eingeordnet werden. Somit ist Gott nicht durch Aussagen über Sachverhalte zu beschreiben, etwa im Sinn der im Tractatus logico-philosophicus definierten logischen Idealsprache Ludwig Wittgensteins. Diese versucht im Sinn einer intensionalen Semantik „die Struktur der Welt zu reproduzieren“. Einem Begriff könne eine Intension im Sinn einer erschöpfenden Definition zugeordnet werden. Sie gibt „notwendige und hinreichende Bedingungen dafür, ob eine Entität zur Extension des Begriffs gehört oder nicht. Die Extension [...] kann also als Funktion der Intension dargestellt werden.“ Dabei wird ein Basisvokabular der Beobachtungsbegriffe von theoretischen Begriffen unterschieden. Erstere hätten eine für jeden Sprecher konstante Referenz auf die Wirklichkeit. Auch wenn man „im Bereich intensionaler Abstraktion verbleibt“, werden so auch Theorien als Kalküle mittels des Basisvokabulars partiell interpretiert, das heißt auf Wirklichkeit bezogen. Maurer weist diese positivistische Auffassung unter Bezug auf Hilary Putnam ab, da sich auch die Referenz eines vorgeblichen Basisvokabulars durch die Einführung neuer, etwa physikalischer Gesetze ändere.
Wittgensteins dazu im Kontrast stehende spätere Theorie der Sprachspiele sieht Maurer jedoch als offen für Barths Theologie an (ohne dass es eine gegenseitige Beeinflussung gab). Sie versteht den Zusammenhang von Sprache und Wirklichkeit – oder Gestalt und Gehalt in der Sprache Barths – nicht im Sinn einer eindeutigen, definitiven Struktur, sondern als Vielfalt sprachlicher Vollzüge. Diese sind auf ganz unterschiedliche, offene Weise mit außersprachlichen Gegebenheiten verflochten. Diese Verflechtung wiederum steht im Gegensatz zur auf das innersprachliche Verstehen konzentrierten hermeneutischen Sprachphilosophie. „Die Bedeutung eines Wortes ist sein Gebrauch in der Sprache.“ Davon ausgehend lässt sich Theologie als Grammatik beschreiben. Für Karl Barth sind der Zusammenhang und die Spannung der dogmatischen Begriffe wichtig, etwa Gerechtigkeit und Barmherzigkeit. Diese stellen die grammatischen Sätze der Dogmatik her. Sie regeln den theologischen Sprachgebrauch, in Rückgriff auf die Bibel und als Hilfe für die Verkündigung. Der göttliche Gehalt kann weder extensional noch intensional begrifflich definiert werden, sondern der Bezug zur Wirklichkeit im Sinn einer paradigmatischen Referenz entsteht durch Zeigen auf Jesus Christus.
Im Geheimnis der Menschwerdung Christi (Joh 1,14 ) ist die Sündlosigkeit des Logos nicht begrifflich-systematisch mit Jesus als „Träger der Last, die der Mensch als Sünder zu tragen hat“, mit seinem Ringen mit der Sünde zu verknüpfen [KD I/2, 171]. Die Fleischwerdung des Wortes ist nur als hypostatische Union zu charakterisieren [KD I/2, 175f.]. Auch für die theologische Sprache allgemein folgt daraus, dass ihr Gehalt nicht von der Gestalt ablösbar ist, sondern sich nur in konkreten Situationen durch Gottes Geist zeigt: Er ist pneumatologisch evident. „Diese anhypostatische Semantik entspricht somit der grammatischen Verknüpfung von Sprache und Wirklichkeit als heterogener Relata in Wittgensteins Sprachspielen“. „Deshalb kann – im Unterschied zu theologischen Aussagen – der Name ‚gerade in seiner ganzen scheinbaren Leerheit‘ [KD I/2, 13] den Gegenstand vertreten.“ Einen Namen muss man lernen und kann behavioristisch Zeugnis für seinen Gegenstandsbezug ablegen. Dieser ist aber nicht weiter begründbar – bezüglich der „doppelt indirekten [KD I/1, 174] Identität von Gestalt und Gehalt“ besteht eine hermeneutische Lücke.

## Weiterführende Informationen

### Werkausgaben
- Karl Barth: Die Kirchliche Dogmatik. Theologischer Verlag, Zürich 1932–1967 (Originalausgabe in 14 Bänden; vergriffen, nur antiquarisch erhältlich)
- Karl Barth: Die Kirchliche Dogmatik. Studienausgabe, 30 Bände und Registerband. Theologischer Verlag, Zürich 1993, ISBN 3-290-11634-4
- Hinrich Stoevesandt, Michael Trowitzsch (Hg.): Karl Barth: Unveröffentlichte Texte zur Kirchlichen Dogmatik. Theologischer Verlag, Zürich 2014, ISBN 3-290-17669-X